# Jōdo-ji (Onomichi)
Jōdo-ji (浄土寺?) es un templo budista del Budismo Shingon, ubicado en la ciudad de Onomichi, prefectura de Hiroshima, Japón. Es uno de los templos que forma parte dentro del Peregrinaje de los 33 Kannon de Chūgoku, ya que dentro de este templo se ubica una estatua de Kannon de 11 caras.

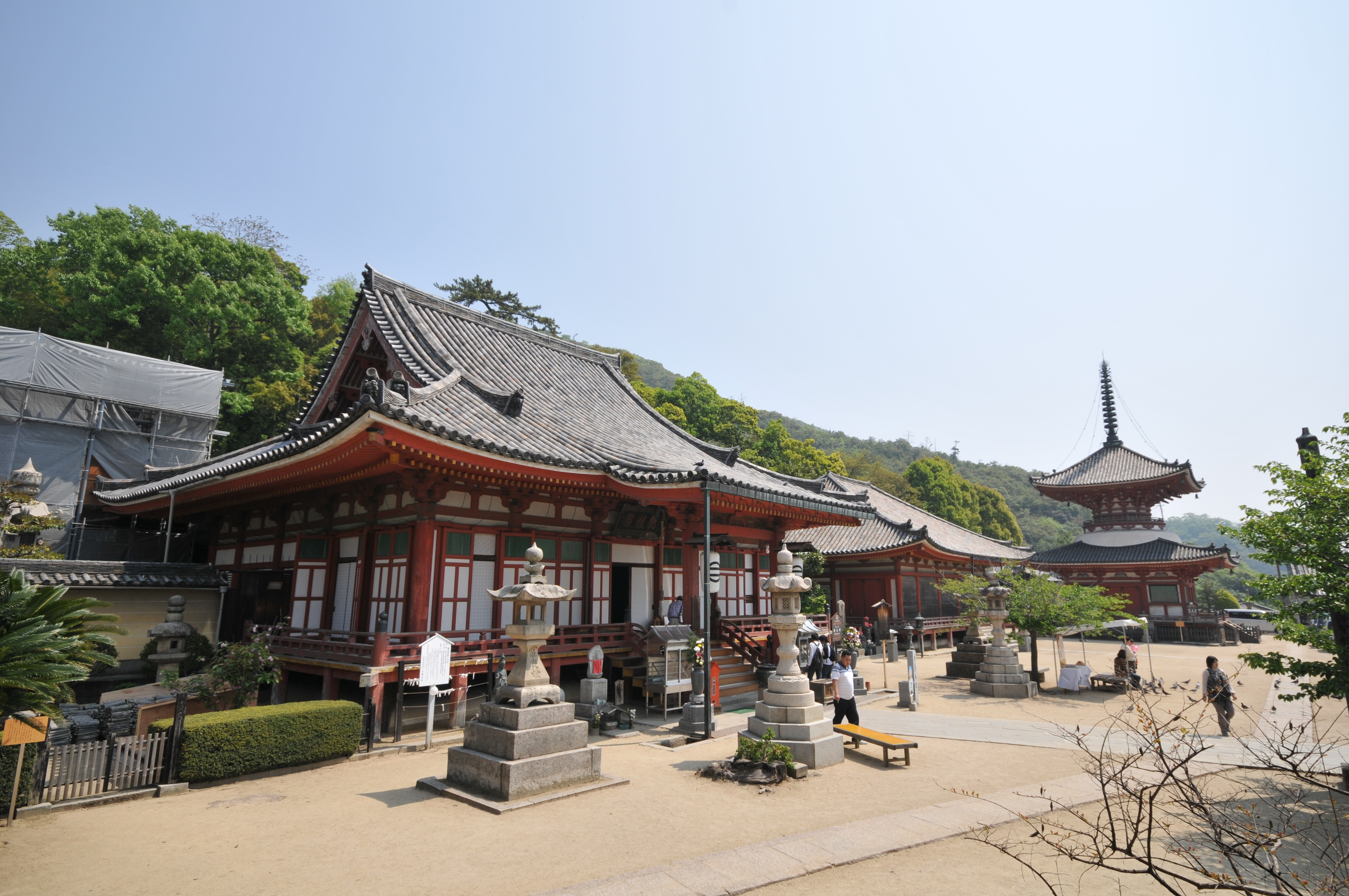
Jōdo-ji.

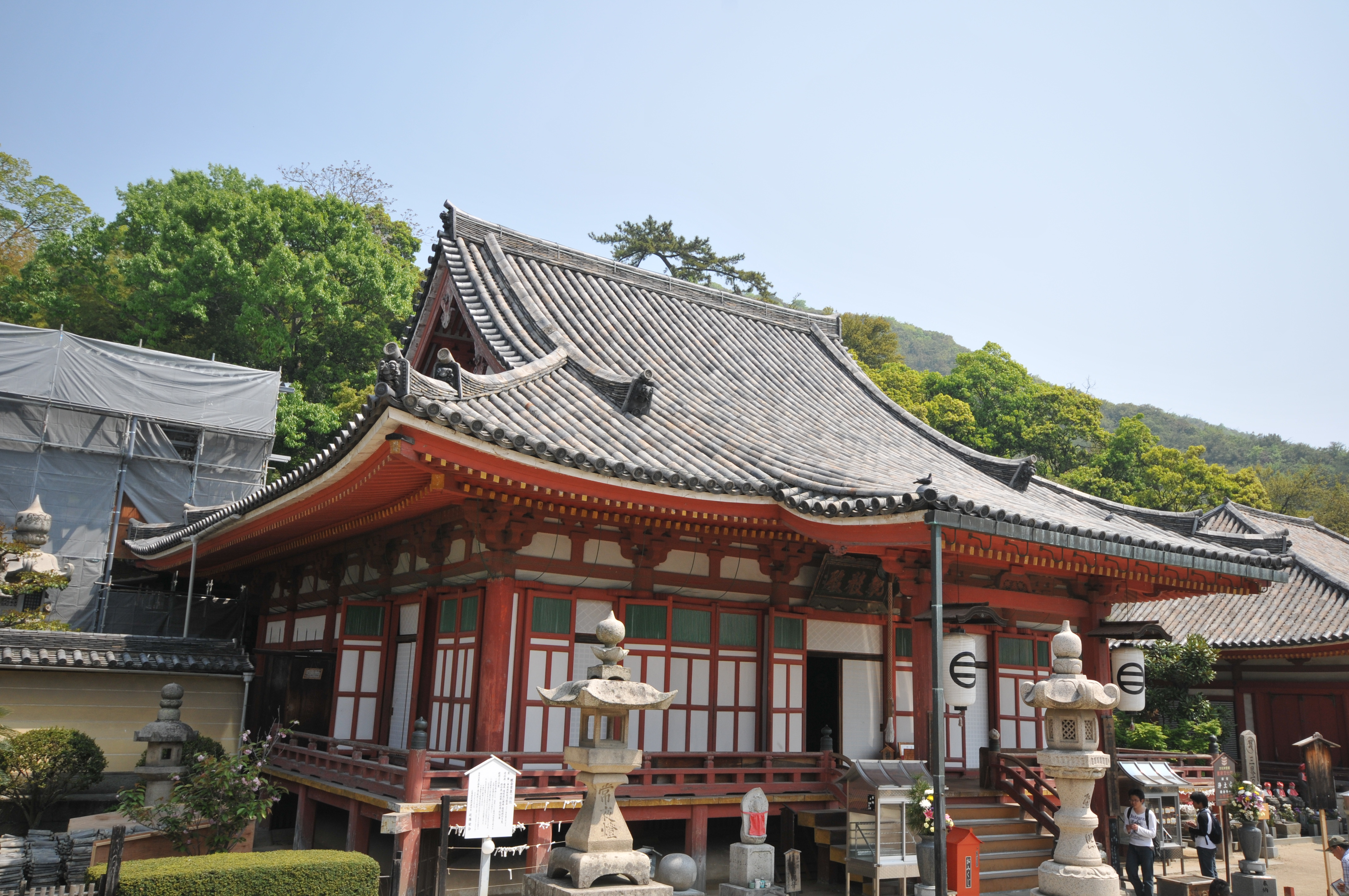
Templo principal (Tesoro Nacional de Japón).

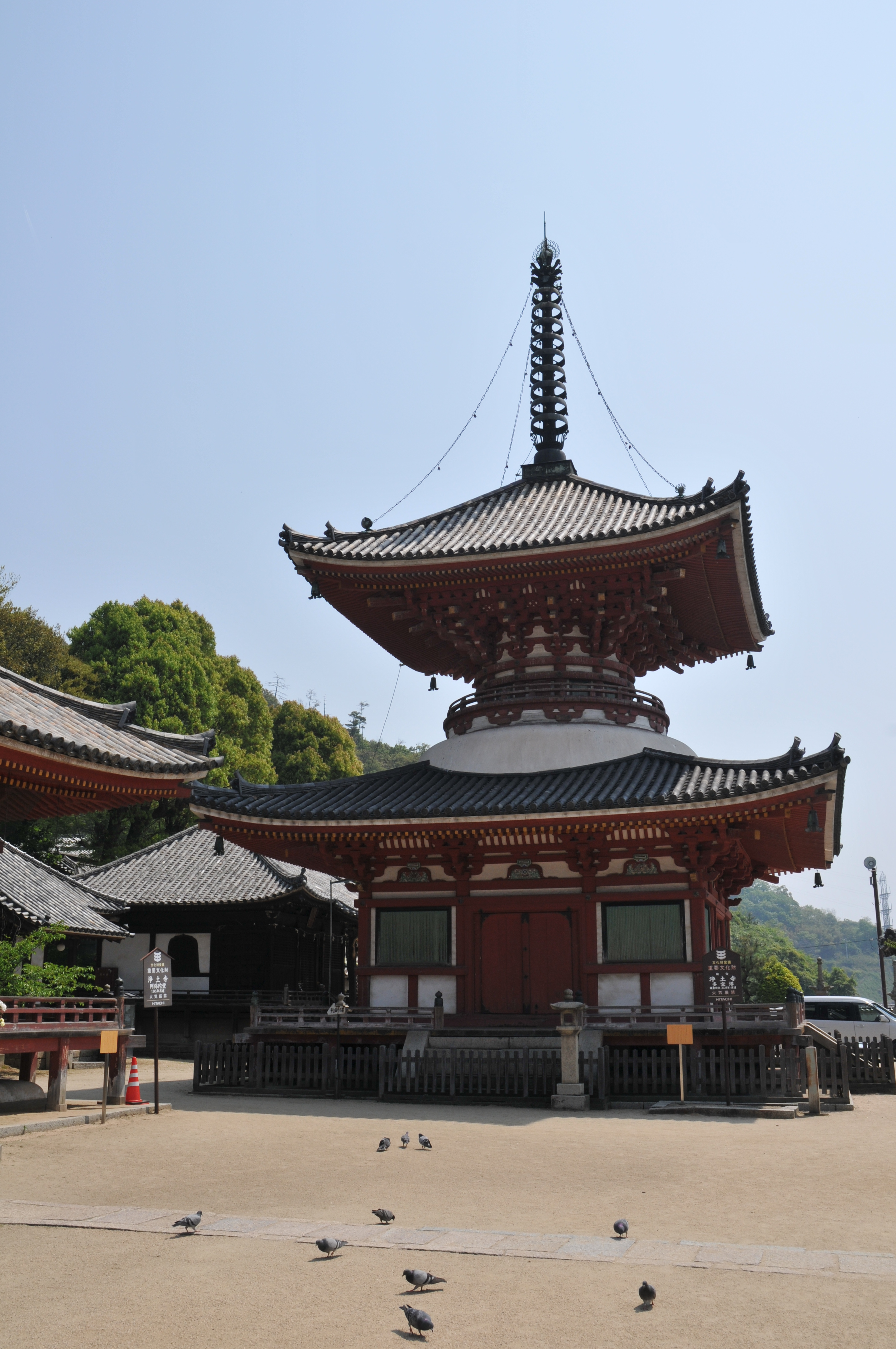
Taho-tō (Tesoro Nacional de Japón).

El complejo fue construido alrededor de la era Kamakura. Posee dos estructuras consideradas Tesoros Nacionales de Japón: el hondō o templo principal, construido en 1327 y la pagoda Taho-tō, construida en 1328. También posee varias Propiedades Culturales Importantes como el Amida-tō, construida en 1345.